# Dieter Becker (Theologe, 1963)
Dieter Becker (* 14. Juli 1963 in Steffenberg) ist ein evangelischer Theologe, Pfarrer und Betriebswirt.

## Leben
Becker studierte evangelische Theologie an der Philipps-Universität Marburg und an der Ruprecht-Karls-Universität Heidelberg sowie Betriebswirtschaft u. a. an der Universität Kaiserslautern. Neben dem kirchlichen Abschluss als Theologe (erstes und zweites Examen) hat Becker einen Abschluss als Geprüfter Betriebswirt. Er wurde zum Pfarrer der Evangelischen Kirche in Hessen und Nassau (EKHN) ordiniert und ist als Geschäftsführer einer Strategieberatungsfirma unter anderem für Banken, der Automobil- und der Film-/Medienbranche tätig. Er war mehrere Jahre Dozent für Wirtschaftsethik und kultursoziologische Organisationsentwicklung an der Hochschule Heilbronn.

## Wirken
Beckers wissenschaftliche Schwerpunkte liegen in der Verbindung zwischen Theoriemodellen und deren Praxisrelevanz für Organisationen aufgrund der sich ergebenden Wirklichkeitsveränderungen. Grundannahme ist dabei, dass empirische Zugänge in einer ausdifferenzierten Umwelt (Postmoderne) nicht mehr zu tragfähigen Ergebnissen oder Verständnismodellen führen können, sondern dass empirische Daten lediglich Anknüpfungspunkte für Zukunftsgestaltung eröffnen können. Somit ist es für Becker die Aufgabe von Wissenschaft, anknüfungsfähige Modelle zur Gestaltung von gegenwärtigen bzw. zukünftigen Anforderungen zu liefern und weniger Deutungs- bzw. Interpretationsmodelle der Gegenwart.

### Theologie, Kirche
Gemeinsam mit Peter Höhmann und Richard Dautermann entwickelte und realisierte Becker 2001 die erste empirische Vollerhebung von Pfarrern und Pfarrerinnen einer evangelischen Landeskirche hinsichtlich der Selbstwahrnehmung des Pfarrberufs (Stichworte: Arbeits- und Berufszufriedenheit) und gilt als deren „Erfinder“. Mit Wolfgang Nethöfel führte er Befragungen in weiteren Landeskirchen durch.
Becker promovierte bei Karl-Wilhelm Dahm zum Thema Personalstrategische Herausforderungen des Pfarrberufs im 21. Jahrhundert an der Westfälischen Wilhelms-Universität Münster im Fachbereich Systematische Theologie.
Empirische bzw. betriebswirtschaftliche Fragestellungen werden in seinen Veröffentlichungen mit theologischen Fragestellungen synergetisch verbunden. Der Begriff Kirchentheorie spielt dabei eine zentrale Rolle. Ziel ist es, praxisrelevante Zukunftsgestaltung für die Kirchenorganisationen zu ermöglichen. Anhand konkreter Wandlungsfelder beschreibt Becker die Auswirkungen auf evangelische Theologie, Kirche und pastorale Anforderungen. Dazu führt er teils neue Begriffe (wie „Solitarbestattung“ ein,) um Gestaltungshorizonte zu eröffnen. 

### Betriebswirtschaft
Hinsichtlich der betriebswirtschaftlichen Forschungen beschäftigt sich Becker seit Anfang der 1990er Jahre mit kultursoziologischen Organisationsmodellen und wie diese innerhalb einer Globalisierung der Weltwirtschaft in Unternehmensstrukturen implementiert werden können. Die Praxisrelevanz von Theoriemodellen wie beispielsweise Prozessoptimierung (KVP), Qualitätsmanagement, Organisationsentwicklung und Führungsausbildung bilden die Schwerpunkte seiner Arbeit.
Becker führte den Begriff „Vergreisung“ als Selbstabschließungsprozess von Denk- und Lösungsmodellen in der Betriebswirtschaft ein. Diese Selbstabschließung herkömmlicher Verstehensmodelle führen im Übergang von Epochen zu einer problematischen Lücke im Umgang mit veränderten Wirklichkeitswahrnehmungen.

## Artikel, Bücher, Werke (Auszüge)
Becker ist gemeinsamer (leitender) Herausgeber der Reihe „Empirie und Kirchliche Praxis“ (EuKP) mit Karl-Wilhelm Dahm und Peter Höhmann.
- Die Herausforderung der Zukunft. In: Deutsches Pfarrerblatt 12/1995; S. 647–650.
- Lean Management – Japanischer Exportschlager mit Tücken. In: Gablers Magazin 10/1994, S. 55–57
- Balanced Scorecard – Illusion des Machbaren. In: Controlling Berater 4/2001, S. 43–66; gemeinsam mit Barbara Bachem
- Kirche als strategische Herausforderung. Frankfurt 2003
- Berufszufriedenheit im heutigen Pfarrberuf. Frankfurt 2005; Herausgeber mit Richard Dautermann
- Pfarrberufe zwischen Praxis und Theorie. Frankfurt 2007
- Altkundenreaktivierung. In: Absatzwirtschaft. Sonderheft Vertrieb 5/2007, S. 66–69
- Kirchentheorie – Geschichte und Anforderungen an einen neueren theologischen Begriff. In: Pastoraltheologie 7/2007; S. 274–290
- Vergreisungen im Autohandel und wie man ihnen begegnet. Frankfurt 2009, ISBN 9783936985153.
- Die Zukunft automobilen Denkens und Handelns. Festrede zum Eröffnungstag der IAA. 15. September 2009, online (PDF; 2,4 MB)
- Arbeitszeit im heutigen Pfarrberuf. Herausgeber mit Karl-Wilhelm Dahm und Friedericke Erichsen-Wendt, Frankfurt 2009
- Solitarbestattung In: Pastoraltheologie 9/2013; S. 355–370 online
- Kooperation und Konflikt – Spannungslinien evangelischer Kirchlichkeit gemeinsam mit Peter Höhmann, Frankfurt 2016